# Puerto de Split
El Puerto de Split (en croata: Luka Split) es un puerto en la ciudad del centro de Dalmacia de Split, Croacia. El puerto era originalmente un puesto de comercio establecido por los colonos griegos de la isla de Vis, que posteriormente fue tomado por los romanos. El puerto prosperó a través de la Edad Media, pero sufrió una caída a finales del siglo XVIII y principios del XIX, cuando el puerto de Rijeka asumió el control como el centro de comercio primario y en la salida de envíos de la región. El descenso también se atribuyó a la caída del Imperio Otomano, un mercado tradicional para el puerto de Split, y el creciente dominio del Imperio Austríaco. A partir de 2011, el puerto se ubicó como el mayor puerto de pasajeros en Croacia y el tercer mayor puerto de pasajeros en el Mediterráneo, con un volumen anual de pasajeros de aproximadamente 4 millones.